# Bates Motel
Motel Bates (no original em inglês: Bates Motel) é uma série de televisão americana de drama, terror psicológico e suspense, desenvolvida por Carlton Cuse, Kerry Ehrin e Anthony Cipriano, produzida pela Universal Television e exibida pela A&E.
A série é um "prólogo contemporâneo"  para o filme Psycho de 1960 (baseado no romance de mesmo nome escrito por Robert Bloch), que retrata a vida de Norman Bates e de sua mãe Norma antes dos eventos retratados no filme de Alfred Hitchcock. A série começa depois da morte do marido de Norma, quando ela adquire um motel localizado em uma cidade costeira chamada White Pine Bay, localizada no estado de Oregon, nos Estados Unidos, para que ela e Norman possam começar uma nova vida. 
A série foi filmada em Aldergrove, Colúmbia Britanica, Canadá, e estreou em 18 de março de 2013 na A&E.  A rede A&E decidiu encomendar 10 episódios para a primeira temporada da série. Em 8 de abril de 2013, a emissora renovou Bates Motel para uma segunda temporada com mais 10 episódios, depois de críticas favoráveis e grande audiência.  Em 7 de Abril de 2014 Bates Motel foi renovada para uma terceira temporada, contendo 10 episódios. A quarta temporada de Bates Motel estreou em 2016 e é composta por 10 episódios. Ainda em 2016 foi anunciado o fim da série com a última temporada estreando em 20 de fevereiro de 2017, sendo a quinta e última temporada, e a temporada que mais recebeu críticas positivas.

## Sinopse
Após a misteriosa morte de seu marido, Norma Bates decidiu começar uma nova vida longe do Arizona, na pequena cidade de White Pine Bay, em Oregon, e leva o filho Norman, de 17 anos, com ela. Ela compra um velho motel abandonado e a mansão ao lado. Mãe e filho sempre compartilharam uma relação complexa, quase incestuosa. Trágicos acontecimentos vão empurrá-los ainda mais. Todos eles agora compartilham um segredo obscuro.

## Produção
Cuse citou o drama da série Twin Peaks como uma inspiração fundamental para Bates Motel, afirmando: "Nós praticamente arrancamos Twin Peaks..... Se você queria uma confissão, a resposta é sim, eu amei esse show que só fez 30 episódios. Kerry Ehrin e eu pensamos em fazer o plano que faltava".
Bates Motel foi filmado em Aldergrove, no entanto, é situado na cidade fictícia de White Pine Bay, no Oregon. O conjunto para o lar original está localizado no Universal Studios em Hollywood, na cidade de Los Angeles, no entanto, uma réplica foi construída em Aldergrove, onde a série é filmada. O conjunto está localizado na 272 Street. Foram utilizadas câmeras digitais Arri Alexa, o que realçou detalhes das cenas mesmo em ambientes escuros.
O escritor da série Bill Balas realmente tem fibrose cística, e foi a inspiração para a personagem Emma Decody estar sendo atingida com a doença.

## Episódios
| Temporada | Temporada | Episódios | Episódios | Originalmente exibido   | Originalmente exibido |
| Temporada | Temporada | Episódios | Episódios | Estreia da temporada    | Final da temporada    |
| --------- | --------- | --------- | --------- | ----------------------- | --------------------- |
|           | 1         | 10        | 10        | 18 de março de 2013     | 20 de maio de 2013    |
|           | 2         | 10        | 10        | 3 de março de 2014      | 5 de maio de 2014     |
|           | 3         | 10        | 10        | 9 de março de 2015      | 11 de maio de 2015    |
|           | 4         | 10        | 10        | 7 de março de 2016      | 16 de maio de 2016    |
|           | 5         | 10        | 10        | 20 de fevereiro de 2017 | 24 de abril de 2017   |

## Elenco

### Principais
| Ator/Atriz         | Personagens        | Temporadas | Temporadas | Temporadas | Temporadas | Temporadas | Aparições |
| Ator/Atriz         | Personagens        | 1          | 2          | 3          | 4          | 5          | Aparições |
| ------------------ | ------------------ | ---------- | ---------- | ---------- | ---------- | ---------- | --------- |
| Vera Farmiga       | Norma Louise Bates | Principal  | Principal  | Principal  | Principal  | Principal  | 50/50     |
| Freddie Highmore   | Norman Bates       | Principal  | Principal  | Principal  | Principal  | Principal  | 50/50     |
| Max Thieriot       | Dylan Massett      | Principal  | Principal  | Principal  | Principal  | Principal  | 50/50     |
| Olivia Cooke       | Emma Decody        | Principal  | Principal  | Principal  | Principal  | Principal  | 49/50     |
| Nicola Peltz       | Bradley Martin     | Principal  | Convidado  | Recorrente |            |            | 14/50     |
| Nestor Carbonell   | Alex Romero        | Recorrente | Principal  | Principal  | Principal  | Principal  | 48/50     |
| Kenny Johnson      | Caleb Calhoun      |            | Recorrente | Principal  | Convidado  | Recorrente | 18/50     |
| Recorrentes        |                    |            |            |            |            |            |           |
| Mike Vogel         | Zack Shelby        | Recorrente |            |            |            |            | 7/50      |
| Paloma Kwiatkowski | Cody Brennan       |            | Recorrente |            |            |            | 6/50      |
| Ryan Hurst         | Chick Hogan        |            |            | Recorrente | Recorrente | Recorrente | 15/50     |

| Atores              | Personagens            | Informações | Ref.          |
| ------------------- | ---------------------- | --- | ------------- |
| Vera Farmiga        | Norma Louise Bates     | É a bela mãe resiliente, complicada e mercurial do garoto de dezessete anos, Norman Bates. Mãe solteira contemporânea, ela é emocionalmente complexa e totalmente dedicada ao seu filho. Após a morte de seu marido ela decide ir morar em uma nova casa, numa nova cidade para ela e Norman recomeçarem. | [ 16 ] [ 17 ] |
| Freddie Highmore    | Norman Bates           | Filho mais novo de Norma, um rapaz de dezessete anos, inteligente, bonito e às vezes tímido, com um vínculo intenso com sua mãe. Norman é resistente a começar de novo em uma nova cidade, mas começa a mudar sua mente enquanto ele se adapta melhor ao lugar.                                           | [ 18 ] [ 19 ] |
| Max Thieriot        | Dylan Massett          | É o filho mais velho de Norma e meio-irmão de Norman. Ele é uma alma perdida se encontra, por necessidade, à deriva de volta para as vidas atribuladas de sua mãe e seu irmão. | [ 20 ]        |
| Olivia Cooke        | Emma Decody            | É uma menina peculiar, muito inteligente, de dezessete anos de idade, que tem fibrose cística e uma "alma velha". Ela tem uma paixão quase imediata por Norman e está sempre aparecendo em sua porta. | [ 21 ]        |
| Nicola Peltz        | Bradley Martin         | É uma menina de dezessete anos de idade, bonita e popular que se torna amiga de Norman por bondade, mas em última análise é surpreendida ao encontrar-se atraída por ele de outras formas, mais profundas.                                                                                                | [ 22 ]        |
| Nestor Carbonell    | Alex Romero            | É o xerife de White Pine Bay, ele é o centro de "moral" da cidade, embora a moralidade é muitas vezes uma linha de mudança por ali. Imponente e exigente, ele se envolve na vida de Norma Bates depois de um incidente lamentável no motel.                                                               | [ 23 ]        |
| Kenny Johnson       | Caleb Calhoun          | É o irmão de Norma, com quem ela não tem contato desde a juventude. Caleb chega na cidade para tentar convencer a irmã em investir em um negócio que é, aparentemente, ilegal. Os dois não se dão bem por traumas de infância.                                                                            | [ 24 ]        |
| Keegan Connor Tracy | Senhorita Blair Watson | É a professora de linguagem artística na escola onde Norman estuda. Ela sente que Norman pode ter alguns problemas emocionais profundos, e então tenta ajudá-lo a se ajustar na cidade com a sua mudança, levando ambos a um estreito relacionamento.                                                     |               |

| Atores                   | Personagens       | Temporadas | Temporadas | Temporadas |
| Atores                   | Personagens       | 1          | 2          | 3          |
| ------------------------ | ----------------- | ---------- | ---------- | ---------- |
| Keenan Tracey            | Gunner            | Recorrente | Recorrente | Recorrente |
| Ian Hart / Andrew Howard | Will Decody       | Recorrente | Recorrente | Recorrente |
| Richard Harmon           | Richard Sylmore   | Recorrente | Recorrente |            |
| Aliyah O'Brien           | Regina            | Recorrente | Recorrente |            |
| Ian Tracey               | Remo Wallace      | Recorrente | Recorrente |            |
| Jere Burns               | Jake Abernathy    | Recorrente |            |            |
| Terry Chen               | Ethan Chang       | Recorrente |            |            |
| Brittney Wilson          | Lissa             | Recorrente |            |            |
| Hiro Kanagawa            | Dr. Kurata        | Recorrente |            |            |
| Diana Bang               | Jiao              | Recorrente |            |            |
| Lini Evans               | Amelia Martin     |            | Recorrente | Recorrente |
| Michael O'Neill          | Nick Ford         |            | Recorrente |            |
| Michael Eklund           | Zane Morgan       |            | Recorrente |            |
| Kathleen Robertson       | Jodi Morgan       |            | Recorrente |            |
| Rebecca Creskoff         | Christine Heldens |            | Recorrente |            |
| Michael Vartan           | George Heldens    |            | Recorrente |            |
| Tracy Spiridakos         | Annika Johnson    |            |            | Recorrente |
| Joshua Leonard           | James Finnigan    |            |            | Recorrente |
| Kevin Rahm               | Bob Paris         |            |            | Recorrente |

| Atores              | Personagens            | Informações | Ref.          |
| ------------------- | ---------------------- | --- | ------------- |
| Keenan Tracey       | Gunner                 | É um jovem bonito que viajou para White Pine Bay para poder trabalhar nas plantações de maconha. Ele hospeda-se no Motel Bates e fica atraído por Emma. | [ 25 ]        |
| Keegan Connor Tracy | Senhorita Blair Watson | É a professora de linguagem artística na escola onde Norman estuda. Ela sente que Norman pode ter alguns problemas emocionais profundos, e então tenta ajudá-lo a se ajustar na cidade com a sua mudança, levando ambos a um estreito relacionamento.                                              |               |
| Ian Tracey          | Remo Wallace           | É o parceiro de trabalho de Dylan. |               |
| Mike Vogel          | Detetive Zack Shelby   | É o assistente do xerife Romero. Ele tem uma atração imediata por Norma e tenta um relacionamento sério com ela. Mas ao mesmo tempo, esconde muitos mistérios. | [ 26 ] [ 27 ] |
| Michael O'Neill     | Nick Ford              | É um chefe de tráfico que parece do bem, embora aterrorizante para a família de drogas rival de White Pine Bay. É um homem complicado e pai distante da senhorita Blair Watson, ele tem que lidar com a tragédia que aconteceu com sua filha e também tentar gerenciar ordem em um negócio ilegal. | [ 28 ]        |
| Michael Eklund      | Zane Morgan            | É um ex-presidiário que retorna para assumir o negócio de drogas da família. | [ 29 ]        |
| Kathleen Robertson  | Jodi Morgan            | É a bela e misteriosa integrante de uma das famílias que comandam o tráfico de drogas na cidade. | [ 30 ]        |
| Paloma Kwiatkowski  | Cody Brennan           | É uma adolescente festeira que trabalha de caixa em um supermercado e faz amizade com Norman. Em pouco tempo os dois tem um relacionamento amoroso e dividem seus problemas familiares. | [ 31 ]        |
| Rebecca Creskoff    | Christine Heldens      | É membro da aristocracia da cidade e uma mãe com uma má reputação. Se torna a primeira amiga de verdade de Norma. | [ 32 ]        |
| Michael Vartan      | George Heldens         | É o irmão de Christine, que é apresentado por ela para Norma na esperança de que eles fiquem juntos. George é sensível, gentil, bonito e divorciado; tudo o que Norma sempre quis. | [ 33 ]        |

## Audiência e recepção

### Primeira temporada
Em sua noite de estreia, ela quebrou recordes de audiência para uma série dramática original do A&E. A série atraiu 3,04 milhões de espectadores, incluindo um total de 1,6 milhões de telespectadores assistindo-o na faixa demográfica de 18–49 anos. O final da primeira temporada atraiu um total de 2,70 milhões de espectadores, com uma quota de audiência de 1,2 na faixa demográfica 18–49. Em geral, a primeira temporada teve uma média de 2,70 milhões de espectadores, com 1,5 milhões em ambas as faixas demográficas 18–49 e 25–54.
A primeira temporada de Bates Motel alcançou uma pontuação de 66 em 100 no agregador de resenhas Metacritic, indicando "revisões geralmente favoráveis". Um outro agregador, o Rotten Tomatoes informou que 83% de 37 críticos deram a primeira temporada uma avaliação positiva. No consenso do site diz: "Bates Motel utiliza manipulação da mente e táticas de medo de suspense, em cima do trabalho de caráter consistentemente nítido e relações familiares maravilhosamente desconfortáveis." Vera Farmiga foi indicada para o Emmy Award 2013 para melhor atriz em série de drama, e ganhou o Saturn Award de melhor atriz em televisão pelo seu trabalho nesta temporada.

### Segunda temporada
A estreia da segunda temporada atraiu um total de 3,07 milhões de telespectadores, com 1,3 milhões assistindo na cobiçada faixa demográfica 18–49, e o episódio final da temporada atraiu 2,30 milhões de espectadores, com 0,9 milhões sintonizados a partir da faixa 18–49. Em geral, a segunda temporada teve uma leve queda na audiência, com uma média de 2,30 milhões de espectadores e uma quota de audiência de 0,9 na faixa demográfica 18–49.
A segunda temporada de Bates Motel recebeu uma pontuação de 67 em 100 no Metacritic, a partir de 11 comentários. O Rotten Tomatoes relatou uma classificação de 86% a partir de 12 comentários para a segunda temporada. No consenso do site diz: "Bates Motel reinventa um suspense clássico com performances críveis e escrita distinta." Farmiga e Highmore foram nomeados para Satellite Awards e a Critics' Choice Television Awards de melhor atriz e melhor ator, respectivamente, por seu trabalho nesta temporada.

### Terceira temporada
O terceiro episódio de estreia de temporada atraiu um total de 2,14 milhões de telespectadores, com 0,9 milhões assistindo na faixa 18–49 e no final atraiu 1,67 milhões de espectadores, com 0,6 sintonizados a partir da faixa 18–49. Em geral, a terceira temporada também registrou queda na audiência com uma média de 1,80 milhões de espectadores e uma quota de 0,7 classificações na demo 18–49.
A terceira temporada de Bates Motel recebeu uma pontuação de 72 em 100 de Metacritic, com base em 5 avaliações, indicando "avaliações favoráveis". O Rotten Tomatoes informou que 92% das 12 respostas críticas foram positivas. No consenso do site diz: "Bates Motel borra mais linhas ao redor da curta relação tabu de mãe/filho na TV, desconfortavelmente escurecendo o tom já fascinante."

## Transmissão
No Brasil, a série é exibida primeiramente na TV Fechada pelo Universal Channel, posteriormente na TV aberta  pela RecordTV, que a exibiu em duas ocasiões: a primeira no horário nobre em 2014 somente a Primeira Temporada e a segunda ocasião foi em janeiro de 2016, com a exibição das três primeiras temporadas.
O canal Universal Channel exibiu até a quarta temporada, somente em 2016 e a quinta foi exibida em julho de 2017 no Brasil. Todas as temporadas foram dubladas em português brasileiro.
Em Portugal a série é exibida pela TVSéries.
Todas as temporadas da série podem ser vistas pelos serviços de streaming Prime Video e Netflix.

## Merchandising
A NBCUniversal tem parceria com a Hot Topic, uma varejista americana de mercadoria da cultura popular, para apresentar uma coleção de roupas e acessórios inspirados em Bates Motel. A mercadoria, inclui itens como roupões de banho e cortinas de chuveiro de sangue, tornou-se disponível no site da Hot Topic e lojas selecionadas em 18 de março de 2014.

## DVD e Blu-ray
No Brasil, a primeira temporada de Bates Motel foi lançada em novembro de 2013 somente em DVD. No Reino Unido, foi lançada em Blu-ray com dublagem e legenda em português brasileiro no dia 3 de fevereiro de 2014. Após reclamações, a primeira e a segunda temporada foram lançadas em Blu-ray no Brasil em outubro de 2014. Em outubro de 2015 o lançamento em Blu-ray foi cancelado no Brasil, com a terceira temporada lançada apenas em DVD em novembro de 2015.[carece de fontes?] A Amazon.com permite a importação da terceira temporada em Blu-ray para o Brasil, com legendas em português.

## Prêmios e indicações
| Ano  | Associação                           | Categoria                                                           | Nomeado(s)                                                                                       | Resulto  | Ref.   |
| ---- | ------------------------------------ | ------------------------------------------------------------------- | ------------------------------------------------------------------------------------------------ | -------- | ------ |
| 2013 | Critics' Choice Television Awards    | Critics' Choice Television Award for Best Actress in a Drama Series | Vera Farmiga                                                                                     | Indicado | [ 55 ] |
| 2013 | Primetime Emmy Awards                | Outstanding Lead Actress in a Drama Series                          | Vera Farmiga                                                                                     | Indicado | [ 56 ] |
| 2013 | Television Critics Association       | Individual Achievement in Drama                                     | Vera Farmiga                                                                                     | Indicado | [ 57 ] |
| 2013 | Dorian Awards                        | Performance de TV do Ano – Atriz                                    | Vera Farmiga                                                                                     | Indicado | [ 58 ] |
| 2013 | Online Film & Television Association | Melhor Atriz em uma Série de Drama                                  | Vera Farmiga                                                                                     | Indicado | [ 59 ] |
| 2013 | Online Film & Television Association | Melhor Cinematógrafo em um Série                                    | John S. Bartley, Thomas Yatsko                                                                   | Indicado | [ 59 ] |
| 2013 | Online Film & Television Association | Melhor Produção de Design em uma Série                              | Peter Bodnarus, Mark S. Freeborn, Margot Ready, Rose Marie McSherry                              | Indicado | [ 59 ] |
| 2013 | Artios Awards                        | Outstanding Achievement in Casting                                  | April Webster, Sara Isaacson, Jennifer Page, Corinne Clark (for "First You Dream, Then You Die") | Indicado | [ 60 ] |
| 2013 | Women's Image Network Awards         | Melhor Série de Drama                                               | Bates Motel                                                                                      | Indicado | [ 61 ] |
| 2013 | Women's Image Network Awards         | Melhor Atriz – Série de Drama                                       | Vera Farmiga                                                                                     | Indicado | [ 61 ] |
| 2013 | Saturn Awards                        | Melhor Atriz na Televisão                                           | Vera Farmiga                                                                                     | Venceu   |        |
| 2013 | Saturn Awards                        | Melhor Apresentador de Televisão                                    | Bates Motel                                                                                      | Indicado |        |
| 2013 | Saturn Awards                        | Melhor Ator na Televisão                                            | Freddie Highmore                                                                                 | Indicado |        |
| 2013 | Imagen Awards                        | Melhor Ator Coadjuvante – Televisão                                 | Nestor Carbonell                                                                                 | Indicado | [ 62 ] |
| 2014 | Imagen Awards                        | Melhor Ator Coadjuvante – Televisão                                 | Nestor Carbonell                                                                                 | Indicado | [ 63 ] |
| 2014 | Makeup Artists & Hairstylists Guild  | Melhor Penteado Contemporâneo - Televisão e Nova Mídia de Série     | Donna Bis                                                                                        | Indicado | [ 64 ] |
| 2014 | Critics' Choice Television Awards    | Melhor Ator em uma Série de Drama                                   | Freddie Highmore                                                                                 | Indicado |        |
| 2014 | Critics' Choice Television Awards    | Critics' Choice Television Award for Best Actress in a Drama Series | Vera Farmiga                                                                                     | Indicado |        |
| 2014 | Online Film & Television Association | Melhor Atriz em uma Série de Drama                                  | Vera Farmiga                                                                                     | Indicado | [ 65 ] |
| 2014 | Online Film & Television Association | Melhor Série de Drama                                               | Bates Motel                                                                                      | Indicado | [ 65 ] |
| 2014 | Online Film & Television Association | Melhor Música em uma Série                                          | Chris Bacon                                                                                      | Indicado | [ 65 ] |
| 2014 | Online Film & Television Association | Melhor Produção de Design em uma Série                              | Peter Bodnarus, Mark S. Freeborn, Tony Wohlgemuth, Margot Ready, Rose Marie McSherry             | Indicado | [ 65 ] |
| 2014 | Online Film & Television Association | Melhor Música em uma Série                                          | Alan Decker, Mark Noda, Nello Torri, Thomas DeGorter, Michael Mullane, Brian Armstrong           | Indicado | [ 65 ] |
| 2014 | TV Guide Awards                      | Série Favorita de Terror                                            | Bates Motel                                                                                      | Indicado |        |
| 2014 | People's Choice Awards               | Anti-herói Favorito da TV                                           | Freddie Highmore                                                                                 | Indicado | [ 66 ] |
| 2014 | Satellite Awards                     | Satellite Award for Best Actor – Television Series Drama            | Freddie Highmore                                                                                 | Indicado |        |
| 2014 | Satellite Awards                     | Melhor Atriz – Série de Drama Televisiva                            | Vera Farmiga                                                                                     | Indicado |        |
| 2014 | Women's Image Network Awards         | Best Actress – Drama Series                                         | Vera Farmiga                                                                                     | Indicado | [ 67 ] |
| 2014 | Women's Image Network Awards         | Melhor Série de Drama produzida por uma Mulher                      | Kerry Ehrin                                                                                      | Indicado | [ 67 ] |
| 2014 | Women's Image Network Awards         | Melhor Série de Drama                                               | Bates Motel                                                                                      | Indicado | [ 67 ] |
| 2014 | IGN Awards                           | Melhor Nova Série para TV                                           | Bates Motel                                                                                      | Indicado | [ 68 ] |
| 2014 | IGN Awards                           | Melhor Série de Terror                                              | Bates Motel                                                                                      | Indicado | [ 68 ] |
| 2014 | IGN Awards                           | Melhor Atriz de TV                                                  | Vera Farmiga                                                                                     | Indicado | [ 68 ] |
| 2014 | Saturn Awards                        | Melhor Atriz na Televisão                                           | Vera Farmiga                                                                                     | Indicado | [ 69 ] |
| 2014 | Saturn Awards                        | Best Limited Run Television Series                                  | Bates Motel                                                                                      | Indicado | [ 69 ] |
| 2015 | People's Choice Awards               | Drama Favorito de TV a Cabo                                         | Bates Motel                                                                                      | Indicado | [ 70 ] |
| 2015 | Critics' Choice Television Awards    | Melhor Ator em uma Série de Drama                                   | Freddie Highmore                                                                                 | Indicado |        |
| 2015 | Critics' Choice Television Awards    | Critics' Choice Television Award for Best Actress in a Drama Series | Vera Farmiga                                                                                     | Indicado | [ 71 ] |
| 2015 | Online Film & Television Association | Melhor Atriz Coadjuvante em uma Série de Drama                      | Vera Farmiga                                                                                     | Indicado | [ 72 ] |
| 2015 | Women's Image Network Awards         | Melhor Atriz- Série de Drama                                        | Vera Farmiga                                                                                     | Pendente | [ 73 ] |
| 2015 | Women's Image Network Awards         | Melhor Série de Drama                                               | Bates Motel                                                                                      | Pendente | [ 73 ] |
| 2016 | People's Choice Awards               | Drama Favorito de TV a Cabo                                         | Bates Motel                                                                                      | Pendente | [ 74 ] |